# Ксантелазма
Ксантела́зма (xanthelasma) - это плоская ксантома, наблюдается чаще у женщин, страдающих диабетом, гиперхолестеринемией и др. Ксантелазма, как правило, располагается на веках в виде небольших желтоватых бляшек, несколько возвышающихся над кожей. Могут располагаться группами, спонтанного исчезновения не происходит. Ксантелазмой называют характерные желтоватые бляшки на веках и вокруг глаз. Гистологически эти поражения сходны с ксантомами. Однако ксантелазма, в отличие от последних, редко сопровождается повышением уровня триглицеридов. Чаще всего в крови обнаруживается нормальный уровень липидов с последующим небольшим повышением концентрации холестерина.